# Beti Jurković
Elizabeta "Beti" (Betty) Jurković, hrvaška pevka zabavne glasbe; *6. oktober 1936, Opatija, Hrvaška.
Na Filozofski fakulteti Univerze v Ljubljani je študirala angleščino in nemščino. Pri Bojanu Adamiču je opravila avdicijo za vokalno solistko Plesnega orkestra RTV Ljubljana. Pri profesorici Sonji Bleiweis, katere želja je bila, da bi Beti postala sopranistka, je študirala klasično petje na srednji glasbeni šoli v Ljubljani.
Leta 1958 je na festivalu v Opatiji prva odpela popularno popevko Vozi me vlak v daljave. Leta 1960 se je poročila z uglednim zagrebškim skladateljem in pianistom Borisom Ulrichom. Kljub temu, da je živela v Zagrebu, so jo vabili na štiri Slovenske popevke (leta 1962, 1963, 1964 in 1965). Leta 1963 so vse pesmi, ki jih je odpela na Bledu v okviru slovenske popevke, dobile vse tri nagrade občinstva: Malokdaj se srečava Mojmirja Sepeta (1. nagrada), Enkrat še Vladimirja Stiasnyja (2. nagrada) in Drevo spet Mojmirja Sepeta. Hkrati je dobila še nagrado tednika Mladina kot najboljša pevka festivala.

## Festivali

### Opatija
- 1959: Prišla je pomlad (V. Stiasny) − 3. nagrada občinstva
- 1959: Spomin (V. Stiasny)
- 1960: Veselo na pot
- 1960: Tivoli
- 1961: Želje
- 1965: Drevesa, drevesa
- 1965: Stolpne ure − nagrada strokovne žirije

### Slovenska popevka
- 1962: Mandolina (V. Stiasny) − 1. nagrada občinstva
- 1963: Enkrat še (V. Stiasny) − 2. nagrada občinstva
- 1963: Malokdaj se srečava – 1. nagrada občinstva
- 1964: Poletna noč − 1. nagrada občinstva
- 1965: Nisi kriv